# 西里伯长喙藓
西里伯长喙藓（学名：Rhynchostegium celebicum）为青藓科长喙藓属下的一个种。

## 扩展阅读
- 維基物種上的相關：西里伯长喙藓